# Kwas peptydonukleinowy

Kwas peptydonukleinowy

Kwas peptydonukleinowy, peptydowy kwas nukleinowy, PNA (od. ang. peptide nucleic acid) – polinukleotydowy analog DNA i RNA. 
W tym syntetycznym polimerze fosforanowo-cukrowy szkielet naturalnych kwasów nukleinowych został zastąpiony poliamidem, tworzonym na przykład przez podjednostki N-(2-aminoetylo)glicyny, połączone z sobą wiązaniem peptydowym.

## Właściwości
Kwas peptydonukleinowy wykazuje zdolność do tworzenia dwuniciowych struktur opartych na parowaniu zasad, a także może wiązać się z RNA i DNA (tworząc odpowiednie heterodupleksy).
Podstawową różnicą pomiędzy kwasem peptydonukleinowym a naturalnymi kwasami nukleinowymi jest brak ujemnie naładowanych reszt kwasu fosforowego w szkielecie cząsteczki. Powoduje to brak odpychania elektrostatycznego nie tylko pomiędzy połączeniami PNA-PNA, ale także PNA-DNA i PNA-RNA i, co za tym idzie, większą stabilność połączeń PNA.

## Zastosowanie
Ze względu na stosunkowo silne oddziaływanie kwasu peptydonukleinowego z kwasami nukleinowymi bierze się pod uwagę wykorzystanie go jako leku w terapii genowej. Krótkie odcinki PNA o ściśle określonej sekwencji mogą wiązać się z docelowym fragmentem DNA czy mRNA, blokując lub obniżając ekspresję genu docelowego. Krótkie cząsteczki PNA mogą być znacznie bardziej selektywne niż analogiczne oligonukleotydy RNA lub DNA.
Kwas peptydonukleinowy jest znacznie bardziej odporny na działanie nukleaz i proteaz – enzymów trawiących kwasy nukleinowe i białka, odpowiednio. Brak ładunku w cząsteczce tego potencjalnego leku umożliwia też jego łatwiejszy transport przez błony komórki.

## Kwas peptydonukleinowy a procesy prebiotyczne
Kwas ten jest brany pod uwagę (obok piranozylowego RNA) jako cząsteczka informacyjna funkcjonująca przed okresem świata RNA lub też razem z RNA. „Atrakcyjność” hipotezy istnienia takich układów wynika ze stosunkowo nieskomplikowanego składu chemicznego (proste amidy i zasady azotowe oraz większa stabilność w porównaniu z RNA). Nie ma jednak dowodów (nawet pośrednich) na istnienie samoreplikujących się układów opartych na PNA.